# Jaume Morey Pol
Jaume Morey Pol (1871, Biniali, Mallorca - 1966, Campos, Mallorca) fou un militar de la Guàrdia Civil que fou batle de Llucmajor durant la dictadura franquista, entre 1940 i 1943.
De jove treballà de picapedrer fins que fou allistat per anar a la Guerra de Cuba. Ingressà en la Guàrdia Civil i fou destinat a Madrid. L'octubre de 1901 es casà a Campos amb Maria Vanrell Càffaro, probablement quan estigué destinat en aquesta població. Després fou destinat a Girona on residí durant dotze anys, fins que fou destinat a Llucmajor. El 1921 fou ascendit d'alferes a tinent. El 1923 fou destinat a Eivissa i després a Inca. El 1933 quedà vidu.
El 1940 fou elegit batle de Llucmajor en dimitir Joan Roig Garcies (substituït transitòriament per Llorenç Clar Salvà) i s'encarregà de gestionar un ajuntament amb un elevat deute. Tanmateix millorà els salaris dels funcionaris, condicionà l'actual CEIP Rei Jaume III fet malbé durant la Guerra Civil, condicionà i amplià el cementiri i aconseguí la construcció d'una central elèctrica per evitar la dependència de Palma. L'octubre de 1943 renuncià per motius de salut i anà a residir a Campos on morí el 1966.
Fou honrat amb la Medalla de la campanya de Cuba i amb la Medalla de l'Homenatge i de la Constància Militar.